# А чой-то ты во фраке? (фильм)
«А чой-то ты во фраке?» — телевизионная версия популярного спектакля Московского театра «Школа современной пьесы»: «опера и балет для драматических артистов» по «Предложению» Антона Чехова. Премьера спектакля состоялась 22 февраля 1992 года.

## Сюжет
Мюзикл известных бардов Д. Сухарева и C. Никитина по «шутке в одном действии» А. П. Чехова «Предложение».
Холостяк-жених, тридцати пяти лет, старик-отец-вдовец, и дочка, сильно засидевшаяся в девках, — это страсти огромного масштаба…

## В ролях
- Алексей Петренко — Степан Степанович Чубуков, помещик
- Любовь Полищук — Наталья Степановна, его дочь
- Альберт Филозов — Иван Васильевич Ломов, их сосед

## Создатели спектакля
- Режиссёр: Иосиф Райхельгауз
- Композитор: Сергей Никитин
- Либретто: Дмитрий Сухарев
- Сценография: Борис Лысиков
- Костюмы: Виктория Севрюкова
- Музыкальный руководитель: Геннадий Тулес
- Балетмейстер: Елена Ключарева
- Концертмейстер: Вера Николаева

### Создатели телеверсии
- ТВ режиссёр: Виктор Безега
- Ведущие операторы: Анатолий Ананич, Эдуард Котовский
- Звукорежиссёр: Виталий Гомонков
- Видеомонтаж: Константин Козлов
- Операторы: Александр Буймов, Александр Бочаров, Сергей Довидяк
- Редактор: Татьяна Паухова
- Ассистент режиссёра: Фёдор Маслов
- Администратор: Валерий Школьников
- Директор: Александр Кормилицын

Запись спектакля для телевидения состоялась в 1993 году